# ФК БАТЭ в сезоне 2003
Сезон 2003 года — 8-й в истории ФК БАТЭ и 5-й сезон в Высшей лиге чемпионата Белоруссии по футболу. Команда в третий раз завоевала серебряные медали.
В розыгрыше Кубка Белоруссии 2002/2003 команда вышла в 1/4 финала, где уступила Минскому «Динамо». 
В розыгрыше Кубка Белоруссии 2003/2004 команда вышла в 1/4 финала, которая прошла весной 2004 года.
Участие команды в еврокубках в 2003 году ограничилось двумя матчами в первом рауде Лиги чемпионов УЕФА, по сумме которых БАТЭ уступил ирландскому чемпиону - клубу «Богемианс».

## Высшая лига (Д1)
См. также: Чемпионат Белоруссии по футболу 2003

### Первый круг
| Тур | Матч                            | Счёт  |
| --- | ------------------------------- | ----- |
| 1   | БАТЭ — Молодечно-2000           | 3 : 2 |
| 2   | Белшина (Бобруйск) — БАТЭ       | 0 : 0 |
| 3   | БАТЭ — Гомель                   | 0 : 0 |
| 4   | Звезда-ВА-БГУ (Минск) — БАТЭ    | 0 : 3 |
| 5   | БАТЭ — Торпедо (Жодино)         | 1 : 1 |
| 6   | Шахтер (Солигорск) — БАТЭ       | 3 : 1 |
| 7   | Нафтан (Новополоцк) — БАТЭ      | 1 : 1 |
| 8   | Локомотив (Минск) — БАТЭ        | 2 : 2 |
| 9   | БАТЭ — Неман (Гродно)           | 4 : 0 |
| 10  | Славия (Мозырь) — БАТЭ          | 0 : 7 |
| 11  | БАТЭ — Торпедо-СКА (Минск)      | 2 : 0 |
| 12  | Днепр-Трансмаш (Могилев) — БАТЭ | 3 : 3 |
| 13  | БАТЭ — Динамо (Брест)           | 3 : 1 |
| 14  | Дарида (Ждановичи) — БАТЭ       | 1 : 0 |
| 15  | БАТЭ — Динамо (Минск)           | 1 : 2 |

### Второй круг
| Тур | Матч                            | Счёт  |
| --- | ------------------------------- | ----- |
| 16  | Молодечно-2000 — БАТЭ           | 1 : 4 |
| 17  | БАТЭ — Белшина (Бобруйск)       | 2 : 0 |
| 18  | Гомель — БАТЭ                   | 2 : 0 |
| 19  | БАТЭ — Звезда-ВА-БГУ (Минск)    | 1 : 0 |
| 20  | Торпедо (Жодино) — БАТЭ         | 0 : 3 |
| 21  | БАТЭ — Шахтер (Солигорск)       | 4 : 1 |
| 22  | БАТЭ — Нафтан (Новополоцк)      | 2 : 1 |
| 23  | БАТЭ — Локомотив (Минск)        | 4 : 0 |
| 24  | Неман (Гродно) — БАТЭ           | 0 : 3 |
| 25  | БАТЭ — Славия (Мозырь)          | 5 : 0 |
| 26  | Торпедо-СКА (Минск) — БАТЭ      | 0 : 2 |
| 27  | БАТЭ — Днепр-Трансмаш (Могилев) | 2 : 0 |
| 28  | Динамо (Брест) — БАТЭ           | 0 : 1 |
| 29  | БАТЭ — Дарида (Ждановичи)       | 2 : 0 |
| 30  | Динамо (Минск) — БАТЭ           | 0 : 4 |

### Турнирная таблица
Положение по итогам 13-го чемпионата Белоруссии.
| Место | Клуб           | И  | В  | Н | П | МЗ | МП | РМ  | Очки | Примечание                                   |
| ----- | -------------- | -- | -- | - | - | -- | -- | --- | ---- | -------------------------------------------- |
|       | ФК Гомель      | 30 | 23 | 5 | 2 | 56 | 12 | +44 | 74   | Квалификация во 1-й кв. раунд Лиги чемпионов |
|       | БАТЭ           | 30 | 20 | 6 | 4 | 70 | 21 | +49 | 66   | Квалификация в 1-й квал. раунд Кубка УЕФА    |
|       | Динамо (Минск) | 30 | 20 | 4 | 6 | 62 | 24 | +38 | 64   | Квалификация в 1-й раунд Кубка Интертото     |

## Кубок Белоруссии

### Кубок Белоруссии по футболу 2002—2003
| Тур | Соперник       | Стадион | Стадион            | Счёт | Авторы голов | Зрители |
| --- | -------------- | ------- | ------------------ | ---- | ------------ | ------- |
| 1/4 | Динамо (Минск) | Д       | Городской, Борисов | 0:1  |              | 5.000   |

### Кубок Белоруссии по футболу 2003—2004
| Тур  | Соперник                      | Стадион | Стадион            | Счёт | Авторы голов                                     | Зрители |
| ---- | ----------------------------- | ------- | ------------------ | ---- | ------------------------------------------------ | ------- |
| 1/16 | Забудова (Молодечненский р-н) | Г       | Чисть              | 4:0  | Шкабара 43′ · Комаровский 58′ 72′ · Рубненко 75′ | 3.000   |
| 1/8  | Белшина (Бобруйск)            | Д       | Городской, Борисов | 3:0  | Беганский 7′ · Рубненко 63′ · Шкабара 64′        | 1.700   |

## Лига чемпионов УЕФА 2003—2004

### Первый раунд
| Тур    | Соперник           | Стадион | Стадион                  | Счёт | Авторы голов | Зрители |
| ------ | ------------------ | ------- | ------------------------ | ---- | ------------ | ------- |
| 1 матч | Богемианс (Дублин) | Д       | Городской, Борисов       | 1:0  | Лошанков 24′ | 5.000   |
| 2 матч | Богемианс (Дублин) | Г       | «Далимаунт Парк», Дублин | 0:3  |              | 10 000  |